# ピエトロ・ロンバルド

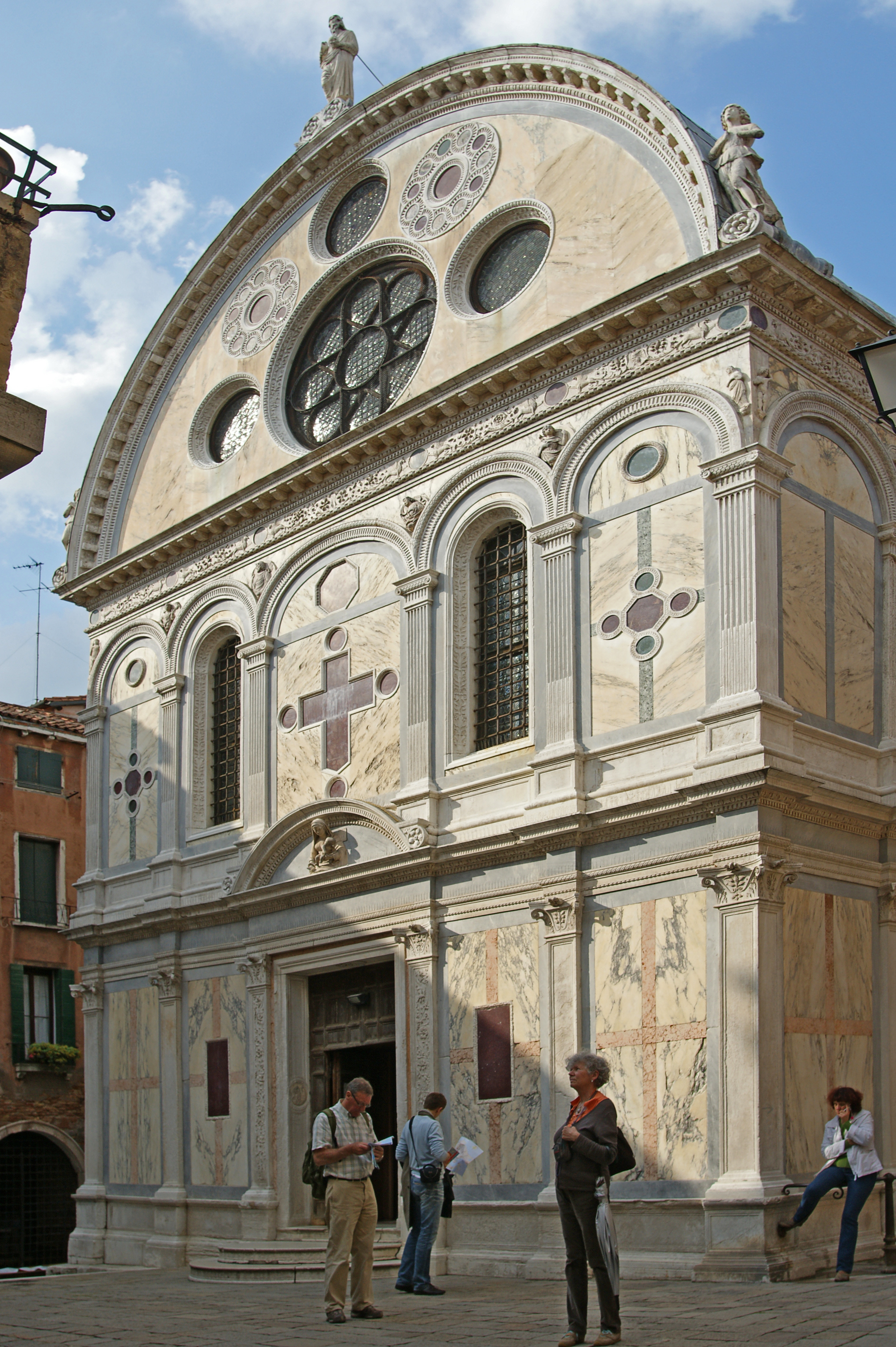
サンタ・マリア・デイ・ミラーコリ教会 (ヴェネツィア)。

ピエトロ・ロンバルド (Pietro Lombardo, 1435年–1515年) は、イタリアのルネサンス期の彫刻家・建築家。
カローナ（現 スイス ティチーノ州）生まれで、ヴェネツィアで活動した。同じく彫刻家・建築家のトゥッリオ・ロンバルドとアントニオ・ロンバルド兄弟の父。

## 主な作品
- コジモ・ロッセッリ (Cosimo Rosselli) 墓碑
- ダンテ・アリギエーリ墓碑
- サンタ・マリア・デイ・ミラーコリ教会 (ヴェネツィア) (Chiesa di Santa Maria dei Miracoli)